# Kościół św. Wawrzyńca w Kijewie Królewskim
Kościół świętego Wawrzyńca – rzymskokatolicki kościół parafialny należący do parafii pod tym samym wezwaniem (dekanat Unisław Pomorski diecezji toruńskiej).
Jest to świątynia zbudowana pod koniec XIII wieku. Budowla jest jednonawowa, reprezentuje styl gotycki i została wzniesiona głównie z kamienia polnego. Jest jednym z najstarszych, tak dobrze zachowanych kościołów na Ziemi Chełmińskiej. Budowla została zniszczona w 1616 roku przez pożar. W 1645 roku otrzymali ją dominikanie z Chełmna, którzy remontowali świątynię do 1674 roku. Na miejscu starego zostało wybudowane nowe częściowo ceglane prezbiterium oraz została podwyższona zakrystia o partię muru z cegły. Po zakończeniu prac budowla została ponownie poświęcona a na pamiątkę została umieszczona tablica, która zachowała się do dziś. Drewniana wieża została wybudowana w 1757 roku co zostało upamiętnione blaszaną chorągiewką właśnie z tą datą. We wnętrzu świątyni zachowało się dużo skarbów z zamierzchłych czasów. Należą do nich m.in.: późnobarokowy ołtarz główny, powstały na przełomie XVII i XVIII wieku (który oryginalnie znajdował się w kościele dominikanów w Chełmnie) oraz dwa ołtarze boczne, wykonane w XVIII wieku z rokokowymi antepediami. Ciekwa jest również naturalnych rozmiarów Pietà, powstała w latach 1380-90, rzeźba Matki Boskiej z Dzieciątkiem, wykonana w latach 1420-30, późnogotycki krucyfiks, powstały w XVI wieku i barokowe rzeźby, wykonane w XVII wieku.